# Miriam Neureuther
Miriam Neureuther (született: Gössner) (Garmisch-Partenkirchen, 1990. június 21. –) norvég származású német biatlonista, custom officer és sífutó. A 2010. évi téli olimpiai játékokon ezüstérmet szerzett sífutásban. Hegyikerékpározásban is próbálkozik

## Magánélete
Édesapja német, édesanyja moldei születésű norvég. 2011-ig a sílövő Simon Schempp-pel járt. 2010 óta a szintén síző Felix Neureuther barátnője. 2017 őszén született meg Felix Neureutherrel közös kislányuk, Matilda.